# Governo do Canadá

Logotipo bilíngue do Governo do Canadá

O Governo do Canadá, formalmente Governo de Sua Majestade, é o sistema no qual a Confederação do Canadá é administrada por uma autoridade comum. O conceito foi estabelecido na Confederação, através do Ato Constitucional de 1867, como uma monarquia constitucional na qual a monarquia canadense é a "mais básica unidade" da monarquia democrática parlamentar em sistema Westminster. A Coroa é a base dos Poderes executivo, legislativo e judiciário do governo. Outras instituições de Estado estão descritas na Constituição do Canadá.

## Uso do termo
O termo governo é usado para referir-se tanto às instituições que administram o país como à monarquia reinante ou ao Governador-geral do Canadá. No Canadá, o termo é escrito com inicial maiúscula quando contextualizado, pois o governo é sinônimo de o estado — enquanto nos Estados Unidos é sinônimo de a administração
Em comunicados de imprensa de departamentos federais, tem se utilizado o termo Governo [sobrenome do primeiro ministro], o que tem sido amplamente utilizado na mídia. Em 2010, instruções do gabinete do primeiro ministro orientavam departamentos do governo a usarem de forma consistente o termo Governo Harper ao invés de Governo do Canadá. O mesmo gabinete porém havia instruído a utilização do termo Novo Governo do Canadá.

## Monarquia
Pelo Ato Constitucional de 1867, o Canadá é uma monarquia constitucional, na qual o soberano reinante tem papeis legais e práticos, mas não políticos. A Coroa é tratada como uma corporação, com o monarca, investido com poderes de Estado, no centro de uma estrutura em que o poder é dividido por instituições de governo agindo sob a autoridade do soberano; a Coroa tem sido descrita como o princípio da unidade institucional do Canadá.
O consentimento real e a assinatura real são necessários para aprovar leis, cartas-patentes e ordens em conselho, apesar da autoridade para estes atos emanar do povo canadense e, dentro das convenções de uma monarquia constitucional, a participação direta do soberano em qualquer destas áreas de governo ser limitada. Como monarca — atualmente Carlos III — de 15 outras nações da Commonwealth, ele aponta seu representante, Governador-geral do Canadá; desde 1947, o Governador-geral tem permissão para exercer muitas das prerrogativas reais, permanecendo alguns poderes exclusivos do Rei. Tanto o monarca quanto o governador-geral seguem as orientações de seus ministros no gabinete, que governam "sob a confiança" do monarca. Porém, deve-se notar que a Prerrogativa real pertence somente à Coroa e não aos ministros, e tanto o monarca ou governador-geral podem fazer uso destes poderes em situações de excepcional crise constitucional
A monarquia canadense é uma monarquia federal, na qual a Coroa é unitária através de todas as jurisdições do pais, com o Chefe de Estado sendo parte de todas A Coroa é representada em onze jurisdições legais — uma federal e dez provinciais — Um Tenente Governador serve como representante do Rei em cada província, executando todos os deveres cerimoniais e constitucionais de Estado em seu nome.

## Poder Executivo
O governo é definido pela Constituição como o Rei agindo com a orientação de seu Conselho privado. Porém o Conselho Privado — constituído em sua maior parte por membros do parlamento, membros da Suprema Corte e outros estadistas — raramente se reúne em sua totalidade; como as orientações de responsabilidade governamental exigem que quem aconselhe o monarca ou o governador-geral preste contas aos eleitos da Câmara dos Comuns, as operações diárias do governo são feitas com uma parte do Conselho Privado, com membros possuindo cadeiras no parlamento.
Uma das principais atribuições da Coroa é "assegurar que sempre esteja no poder um governo eleito democraticamente" o que significa apontar o Primeiro-Ministro para chefiar o Gabinete. Por convenção, o governador-geral deve nomear como primeiro-ministro a pessoa que detém a confiança e apoio da Câmara dos Comuns; na prática, é sempre o líder do partido com maioria na Câmara. Caso nenhum dos partidos obtenha a maioria, o líder de um dos partidos — o que tenha mais assentos ou tenha o apoio de outros partidos — será nomeado pelo governador-geral para formar um governo minoritário. Neste caso, o primeiro-ministro permanece no cargo até renunciar ou ser destituído, seja após uma moção de censura ou derrota de seu partido após uma eleição geral.

## Poder Legislativo
A legislatura bicameral canadense, localizada em Ottawa, é constituída pelo soberano, pela Casa dos Comuns, e pelo Senado. O governador-geral aponta e empossa cada um dos 105 membros da câmara alta aconselhado pelo primeiro-ministro, enquanto os 308 membros da câmara baixa são diretamente eleitos pela população canadense, com cada membro do Parlamento representando um distrito eleitoral por um período não maior que quatro anos. Pela tradição democrática, a Câmara dos Comuns é o principal ramo do Parlamento, com o Senado e a Coroa raramente se opondo. O Senado tem por função rever a legislação de um ponto de vista apolítico, e a monarquia fornece a aprovação real às leis.

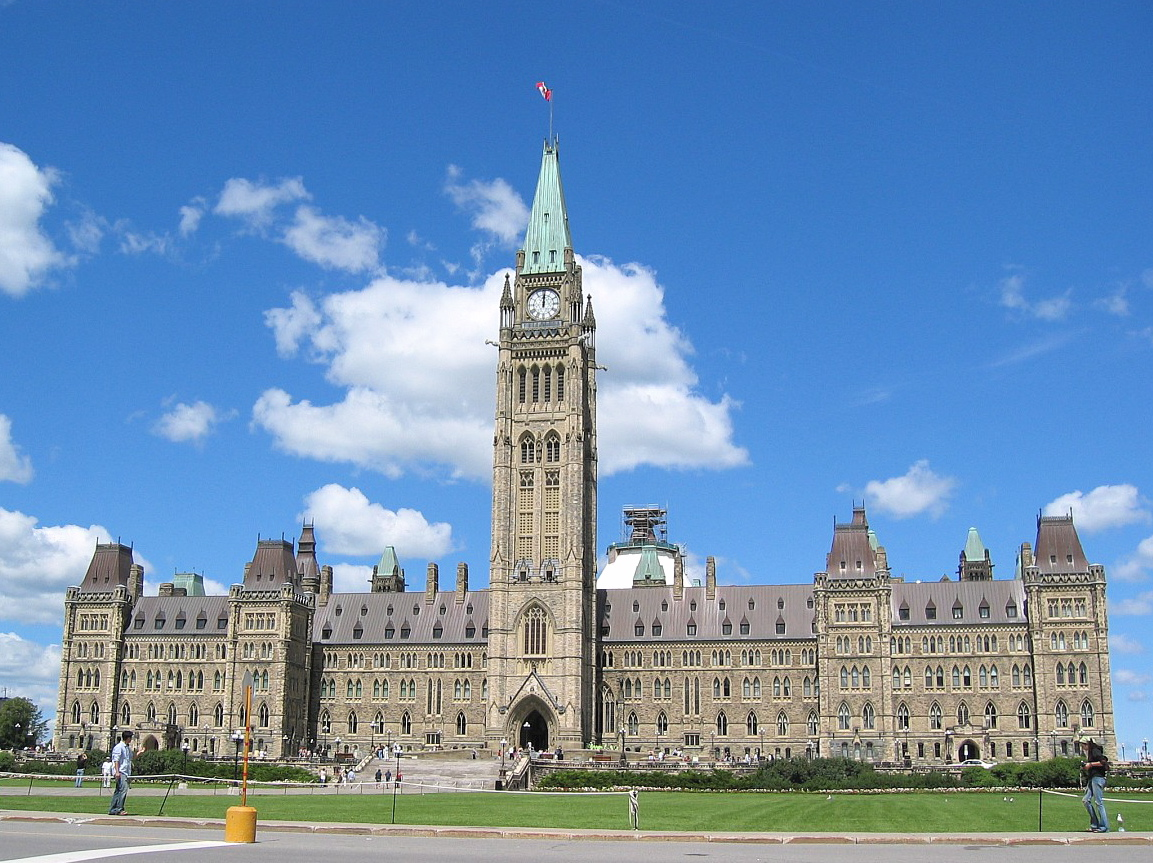
O Bloco Central do parlamento canadense em Ottawa

O Ato Constitucional de 1867 estabelece que apenas o governador-geral é responsável por empossar o parlamento, e sua legislatura durava até a prorrogação, após a qual, sem cerimônias, ambas as câmaras cessavam toda atividade parlamentar até que o governador-geral emitisse outra proclamação real convocando o início de uma nova sessão. Após várias sessões, cada legislatura termina após sua dissolução. Tais dissoluções são geralmente motivadas politicamente, com o primeiro-ministro escolhendo o momento mais vantajoso para seu partido político. A dissolução também ocorre se a maior parte dos Membros do Parlamento revogam sua confiança no primeiro-ministro em governar ou liderar, ou se o período máximo de quatro anos prescrever. Após a dissolução, eleições gerais são convocadas.

## Poder Judiciário

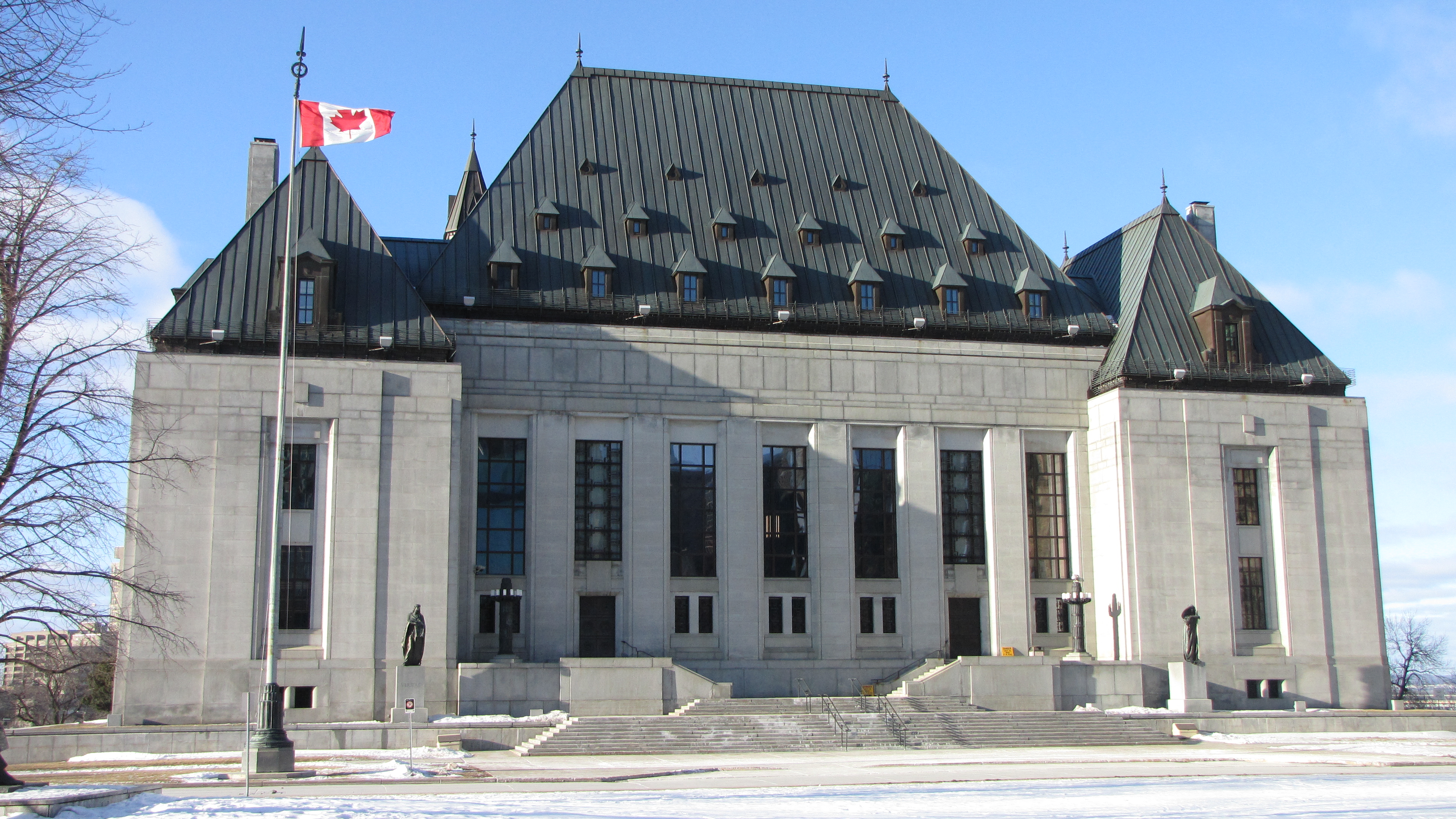
Suprema Corte em Ottawa

O soberano é responsável pela aplicação da justiça a todos os seus súditos/súbditos, e é tradicionalmente considerada a fonte da justiça. Na prática, porém, o monarca não interfere pessoalmente em casos judiciais; as funções judiciais são executadas por oficiais das cortes de Sua Majestade.
A Suprema Corte — a corte de apelações do país — possui nove juízes apontados pelo governador-geral e presididos pelo Chefe de Justiça do Canadá, julgando recursos de várias cortes de apelação das províncias e territórios. Logo abaixo está a Corte Federal, julgando casos sobre as leis federais. Trabalha em conjunto com a Corte Federal de Apelações e o Tribunal de Contas.